# X²O Badkamers Trofee 2022-2023
Navigation
2021-2022 2023-2024
Le X²O Badkamers Trofee 2022-2023 est la 36e édition du trophée Cyclo-cross. Il est composé de huit manches ayant lieu en Belgique entre le 1er novembre 2022 et le 19 février 2023. Toutes les courses font partie du calendrier de la saison de cyclo-cross 2022-2023. Elles donnent lieu à un classement général au temps.
Par rapport à l'édition précédente, l'Azencross de Loenhout est remplacé par le Duinencross de Coxyde.

## Hommes élites

### Résultats
| # | Date         | Lieu                                         | Vainqueur            | Deuxième               | Troisième              | Leader du classement général |
| - | ------------ | -------------------------------------------- | -------------------- | ---------------------- | ---------------------- | ---------------------------- |
| 1 | 1er novembre | Audenarde (Koppenbergcross)                  | Lars van der Haar    | Eli Iserbyt            | Michael Vanthourenhout | Lars van der Haar            |
| 2 | 26 novembre  | Courtrai (CAPS Urban Cross)                  | Tom Pidcock          | Lars van der Haar      | Eli Iserbyt            | Lars van der Haar            |
| 3 | 1er janvier  | Baal (Grand Prix Sven Nys)                   | Eli Iserbyt          | Michael Vanthourenhout | Tom Pidcock            | Eli Iserbyt                  |
| 4 | 3 janvier    | Herentals (Herentals Crosst)                 | Mathieu van der Poel | Wout van Aert          | Eli Iserbyt            | Eli Iserbyt                  |
| 5 | 5 janvier    | Coxyde (Duinencross)                         | Wout van Aert        | Mathieu van der Poel   | Laurens Sweeck         | Eli Iserbyt                  |
| 6 | 28 janvier   | Hamme (Flandriencross)                       | Wout van Aert        | Eli Iserbyt            | Michael Vanthourenhout | Eli Iserbyt                  |
| 7 | 12 février   | Lille (Krawatencross)                        | Laurens Sweeck       | Lars van der Haar      | Eli Iserbyt            | Eli Iserbyt                  |
| 8 | 19 février   | Bruxelles (Brussels Universities Cyclocross) | Eli Iserbyt          | Michael Vanthourenhout | Lars van der Haar      | Eli Iserbyt                  |

### Classement général
| Pos | Coureur                |    | Temps           |
| --- | ---------------------- | -- | --------------- |
| 1   | Eli Iserbyt            | en | 8 h 15 min 23 s |
| 2   | Lars van der Haar      | +  | 2 min 27 s      |
| 3   | Michael Vanthourenhout | +  | 9 min 57 s      |
| 5   | Jens Adams             | +  | 13 min 7 s      |
| 4   | Pim Ronhaar            | +  | 15 min 1 s      |
| 6   | Wout van Aert          | +  | 22 min 13 s     |
| 7   | Lander Loockx          | +  | 22 min 30 s     |
| 8   | Niels Vandeputte       | +  | 22 min 31 s     |
| 9   | Joris Nieuwenhuis      | +  | 23 min 25 s     |
| 10  | Toon Vandebosch        | +  | 26 min 49 s     |

## Femmes élites

### Résultats
| # | Date         | Lieu                                         | Vainqueur          | Deuxième           | Troisième          | Leader du classement général |
| - | ------------ | -------------------------------------------- | ------------------ | ------------------ | ------------------ | ---------------------------- |
| 1 | 1er novembre | Audenarde (Koppenbergcross)                  | Fem van Empel      | Denise Betsema     | Shirin van Anrooij | Fem van Empel                |
| 2 | 26 novembre  | Courtrai (CAPS Urban Cross)                  | Marianne Vos       | Ceylin Alvarado    | Denise Betsema     | Denise Betsema               |
| 3 | 1er janvier  | Baal (Grand Prix Sven Nys)                   | Fem van Empel      | Lucinda Brand      | Ceylin Alvarado    | Denise Betsema               |
| 4 | 3 janvier    | Herentals (Herentals Crosst)                 | Puck Pieterse      | Lucinda Brand      | Annemarie Worst    | Lucinda Brand                |
| 5 | 5 janvier    | Coxyde (Duinencross)                         | Shirin van Anrooij | Fem van Empel      | Lucinda Brand      | Lucinda Brand                |
| 6 | 28 janvier   | Hamme (Flandriencross)                       | Fem van Empel      | Shirin van Anrooij | Ceylin Alvarado    | Fem van Empel                |
| 7 | 12 février   | Lille (Krawatencross)                        | Fem van Empel      | Ceylin Alvarado    | Annemarie Worst    | Fem van Empel                |
| 8 | 19 février   | Bruxelles (Brussels Universities Cyclocross) | Fem van Empel      | Lucinda Brand      | Annemarie Worst    | Fem van Empel                |

### Classement général
| Pos | Coureuse                 |    | Temps           |
| --- | ------------------------ | -- | --------------- |
| 1   | Fem van Empel            | en | 6 h 26 min 28 s |
| 2   | Lucinda Brand            | +  | 2 min 42 s      |
| 3   | Ceylin Alvarado          | +  | 4 min 7 s       |
| 4   | Denise Betsema           | +  | 8 min 21 s      |
| 5   | Annemarie Worst          | +  | 16 min 59 s     |
| 6   | Shirin van Anrooij       | +  | 18 min 4 s      |
| 7   | Aniek van Alphen         | +  | 18 min 24 s     |
| 8   | Marion Norbert-Riberolle | +  | 20 min 21 s     |
| 9   | Sanne Cant               | +  | 22 min 4 s      |
| 10  | Marianne Vos             | +  | 23 min 3 s      |

## Hommes espoirs

### Résultats
| # | Date         | Lieu                                         | Vainqueur           | Deuxième           | Troisième           | Leader du classement général |
| - | ------------ | -------------------------------------------- | ------------------- | ------------------ | ------------------- | ---------------------------- |
| 1 | 1er novembre | Audenarde (Koppenbergcross)                  | Victor Van de Putte | Joran Wyseure      | Jente Michels       | Victor Van de Putte          |
| 2 | 26 novembre  | Courtrai (CAPS Urban Cross)                  | Emiel Verstrynge    | Witse Meeussen     | Joran Wyseure       | Joran Wyseure                |
| 3 | 1er janvier  | Baal (Grand Prix Sven Nys)                   | David Haverdings    | Joran Wyseure      | Dario Lillo         | Joran Wyseure                |
| 4 | 3 janvier    | Herentals (Herentals Crosst)                 | Emiel Verstrynge    | Joran Wyseure      | Victor Van de Putte | Joran Wyseure                |
| 5 | 5 janvier    | Coxyde (Duinencross)                         | Joran Wyseure       | Emiel Verstrynge   | Witse Meeussen      | Joran Wyseure                |
| 6 | 28 janvier   | Hamme (Flandriencross)                       | Joran Wyseure       | Lukas Vanderlinden | Kay De Bruyckere    | Joran Wyseure                |
| 7 | 12 février   | Lille (Krawatencross)                        | David Haverdings    | Emiel Verstrynge   | Victor Van de Putte | Joran Wyseure                |
| 8 | 19 février   | Bruxelles (Brussels Universities Cyclocross) | Joran Wyseure       | Witse Meeussen     | Ward Huybs          | Joran Wyseure                |

### Classement général
| Pos | Coureur             |    | Temps           |
| --- | ------------------- | -- | --------------- |
| 1   | Joran Wyseure       | en | 6 h 41 min 53 s |
| 2   | Victor Van de Putte | +  | 10 min 9 s      |
| 3   | David Haverdings    | +  | 13 min 18 s     |
| 4   | Ward Huybs          | +  | 15 min 11 s     |
| 5   | Witse Meeussen      | +  | 15 min 59 s     |
| 6   | Lukas Vanderlinden  | +  | 17 min 9 s      |
| 7   | Emiel Verstrynge    | +  | 17 min 39 s     |
| 8   | Kay De Bruyckere    | +  | 19 min 46 s     |
| 9   | Jente Michels       | +  | 20 min 44 s     |
| 10  | Aaron Dockx         | +  | 21 min 30 s     |

## Femmes juniors

### Résultats
| # | Date        | Lieu                         | Vainqueur          | Deuxième       | Troisième               | Leader du classement général |
| - | ----------- | ---------------------------- | ------------------ | -------------- | ----------------------- | ---------------------------- |
| 1 | 26 novembre | Courtrai (CAPS Urban Cross)  | Fleur Moors        | Vanda Dlasková | Niamh Murphy            | Fleur Moors                  |
| 2 | 1er janvier | Baal (Grand Prix Sven Nys)   | Isabella Holmgren  | Ava Holmgren   | Vida Lopez De San Roman | Isabella Holmgren            |
| 3 | 3 janvier   | Herentals (Herentals Crosst) | Lauren Molengraaf  | Ava Holmgren   | Isabella Holmgren       | Isabella Holmgren            |
| 4 | 28 janvier  | Hamme (Flandriencross)       | Xenna De Bruyckere | Alicja Matuła  | Maud Adams              | Isabella Holmgren            |

### Classement général
| Pos | Coureuse                |    | Temps           |
| --- | ----------------------- | -- | --------------- |
| 1   | Isabella Holmgren       | en | 2 h 50 min 11 s |
| 2   | Ava Holmgren            | +  | 1 s             |
| 3   | Lore De Schepper        | +  | 2 min 2 s       |
| 4   | Vida Lopez De San Roman | +  | 3 min 28 s      |
| 5   | Fleur Van de Vyver      | +  | 4 min 3 s       |
| 6   | Xenna De Bruyckere      | +  | 4 min 24 s      |
| 7   | Lauren Molengraaf       | +  | 4 min 24 s      |
| 8   | Fleur Moors             | +  | 4 min 24 s      |
| 9   | Alicja Matuła           | +  | 4 min 50 s      |
| 10  | Kaya Musgrave           | +  | 5 min 26 s      |